# 유제룡
유제룡(1956년 8월 11일~)은 MBC 청룡에서 뛰었던 전 야구 선수다. 휘문고등학교를 졸업했으며, 1982년 2차 5순위로 삼미 슈퍼스타즈에 지명되었으나 입단을 자진포기했고, 이후 1984년 MBC 청룡에 1차로 지명되어 입단하면서 프로에 입단했다.

## 기록
- 1984년: 74경기 33안타 8타점 5도루 0.201
- 1985년: 1군 출전 기록 없음
- 1986년: 3경기 1안타 0.333

## 같이 보기
- 상업은행 야구단
- MBC 청룡 연도별 선수 명단